# Megalepthyphantes nebulosoides
Megalepthyphantes nebulosoides là một loài nhện trong họ Linyphiidae.
Loài này thuộc chi Megalepthyphantes. Megalepthyphantes nebulosoides được Jörg Wunderlich miêu tả năm 1977.